# エルンスト・ハース
エルンスト・ハース（Ernst Haas、1921年3月2日 - 1986年9月12日）は、米国の写真家。

## 来歴
戦前の1921年ウィーンに生まれ、オーストリアにて写真家として活躍。その後パリを経由し、1950年にアメリカへ。カラー写真を得意とし（1950年代にカラー・フィルムによる撮影を開始）、「色彩の魔術師」とも呼ばれる。協同組合「マグナム・フォトズ」の会長をつとめ、「ザ・クリエイション」は写真集としては異例の、35万部のベストセラーとなった
『ライフ』などに多くの作品を掲載している。マグナム・フォトの創立者以外の最初のメンバー（ワーナー・ビショフとともに）でもあり、1950年にロバート・キャパに誘われて正会員となった。1958年に副会長（アメリカ・マグナム）となり、1960年には会長となる。その後、1966年に寄稿写真家となる。1986年に死去している。

## マグナム関係文献でのハースに関する記述
- マグナム　報道写真半世紀の証言（ラッセル・ミラー著、木下哲夫・訳、白水社、1999年）
  - 20箇所程度のページにハースに関する記述があるほか（詳細は、巻末の「人名索引」を参照）、巻末の「写真家略歴」にもハースが含まれている。
  - p295の記述。

一九六一年、エルンスト・ハースは友好的にマグナムを脱退する。理由はいくつかあって、ひとつには当時のマグナムがカラーの扱いにまだ充分対応しきれていなかったこと、ハース自身が収支の帳尻合わせに四苦八苦の状態だったこと、それから「手を取り合って輪になって踊る」のが面倒になったせいもある。同年エドワード・スタイケンは、カリフォルニア州アジロマールで開かれた「第二回西部報道写真会議」でハースのカラーによる最新作を紹介し、「わたしたちはいま、写真界の新時代を目撃したといって過言ではない。伝統にも理論にも縛られない自由な精神の持ち主がここにいる。そのひとはひとり我が道を往き、写真の未知の美をみいだした」と述べて、作者に敬意を表すため、総会に起立を求めた。
- In our time写真集 マグナムの40年（ウィリアム・マンチェスター（William Manchester）、ジャン・ラクチュール（Jean Lacouture）、フレッド・リッチン（Fred Ritchin）編、鈴木主税・訳、文芸春秋、1990年）
  - 次の7点の作品が掲載されている
    - 52ページ：ヴェルナー・ビショフ。パリ、1950年ごろ（モノクロ）
    - 102ページ：戦争捕虜の帰郷。ウィーン、1947年（モノクロ）
    - 191ページ：こぼれたオイル。ニューヨーク・シティ、1952年（カラー）
    - 192-193ページ：反射。3番街、ニューヨーク・シティ、1952年（カラー）
    - 204-205ページ：車の流れ。ニューヨーク・シティ、1963年（カラー）
    - 421ページ：「マジック・シティのイメージ」『ライフ』（1953年9月15日号）（カラー）
    - 427ページ：『荒馬と女』ネヴァダ、1960年（モノクロ）

  - 巻末の「写真家の略歴と主な文献」のなかにハースは含まれている。
  - その他、マグナムの歴史についての解説の文章中に掲載されている写真の中に、ハースが写っている写真が5点掲載されている（51ページ、54ページ、55ページ、57ページ）
- マグナム・マグナム　With 413 photographs in colour and duotone（MAGNUM PHOTOS編著、小林美香・訳、青幻舎、2007年）
  - 所属したまたは所属していた写真家について、それぞれ作品図版とともに紹介しているが、ハースについてのページは存在しない。なお、ビショフに関してはページが存在する。
- マグナム・フォト日本語公式サイトの写真家一覧のページを見ると、ハースはすでに死去しているため「寄稿家」の欄には名前がなく、また、死去した会員の名前を列挙している「アーカイブ」の欄にも名前がない。

## 外部サイト
- 写真家・照井康文による紹介